# Georges van der Poele
Georges Marie Joseph Paul Guislain van der Poele (Gand, 23 marzo 1868 – Etterbeek, 1944) è stato un cavaliere belga. Ottenne due medaglie alle Olimpiadi di Parigi 1900: una medaglia d'argento nel salto ad ostacoli su Windsor Squire ed una di bronzo nella prova di salto in alto su Ludlow.

## Palmarès
| Anno | Manifestazione | Sede   | Evento         | Risultato | Note |
| ---- | -------------- | ------ | -------------- | --------- | ---- |
| 1900 | Olimpiadi      | Parigi | Salto ostacoli | Argento   |      |
| 1900 | Olimpiadi      | Parigi | Salto in alto  | Bronzo    |      |